# Fältveronika
Fältveronika (Veronica arvensis) är en växtart i familjen grobladsväxter.